# Pierre Robert (1589-1658)
Pour les articles homonymes, voir Pierre Robert et Robert.
Pierre Robert, né en 1589 et mort en 1658 au Dorat (Haute-Vienne), est un érudit français de la Basse Marche. Il était sieur de Saint-Sornin-la-Marche et de Villemartin.

## Biographie
Il hérita de son père la charge de juge châtelain royal du Dorat en 1607. Il la vendit en novembre 1617 à François Pinaud pour 3 900 livres.
Élu député du tiers état pour la sénéchaussée de la Basse Marche lors des États Généraux de 1614, avec François Reymond, lieutenant particulier au siège de Bellac, il ne put s'y rendre pour cause de maladie. Loin de regretter cet empêchement, il écrivit dans ses mémoires :
« Je ne pu m'y trouver, dont je ne fus après marri, d'aultant que les députés n'y firent partout rien que de grands frais qu'ils causèrent à tout le pays dont ils ne reçurent que malédictions du peuple. »
Il devint lieutenant général de la sénéchaussée de la Basse Marche en 1614. Il le resta jusqu'à sa résignation en août 1647. Son père Jean l'avait été de 1580 à 1607. Son fils Pierre le fut de la résignation de son père à sa mort, le 24 février 1685.
Il a écrit plusieurs milliers de pages sur l’histoire de la Marche, en rassemblant une somme considérable de documents sur la géographie, l'économie, les attitudes religieuses, et notamment l'introduction du calvinisme. Ses sources provenaient en grande partie d'ouvrages imprimés, mais aussi de documents manuscrits, archives du Dorat, de Poitiers et des villes voisines, des chroniques des abbayes limousines et des manuscrits des châteaux de la région. Il y ajoutait ses observations et ses commentaires personnels, ainsi que les notes de ses conversations avec les habitants. Mais il n’a jamais composé l'ouvrage que des érudits parisiens, rencontrés de temps à autre, lui conseillaient de rédiger.
Ses idées oscillaient entre pensée magique et pensée rationnelle. Tout en étant influencé par les débuts de la réforme catholique, il demeurait proche de la religion populaire, dont il partageait bien des croyances et des pratiques : goût du merveilleux, conjurations contre les démons, multiplication des messes pour les morts, crainte de la mort, etc. Il critiquait toutefois certaines de ces pratiques paysannes. S'il moquait et condamnait les superstitions des braves, il reconnaissait ouvertement les vertus curatives des sanctuaires et des fontaines.
Le collège Pierre-Robert du Dorat porte son nom.